# .NET Foundation
.NET Foundation là tổ chức được thành lập vào ngày 31 tháng 3 năm 2014 bởi Microsoft, trong một nỗ lực cải thiện sự hợp tác và phát triển phần mềm nguồn mở dựa trên .NET Framework. Ý tưởng này đã được đưa ra tại hội nghị Build 2014 hàng năm do Microsoft tổ chức. Các dự án của .NET Foundation dựa trên giấy phép bất khả tri (license-agnostic) cho phép lựa chọn bất kỳ giấy phép mã nguồn mở nào được định nghĩa bởi Sáng kiến nguồn mở (OSI). Tổ chức cũng sử dụng GitHub để lưu trữ các dự án mã nguồn mở mà nó quản lý.
Bất kỳ ai đã đóng góp cho các dự án .NET Foundation đều có thể đăng ký trở thành thành viên của nó. Các thành viên có thể bỏ phiếu trong các cuộc bầu cử cho ban giám đốc và sẽ giữ gìn sự lành mạnh của tổ chức.
Tổ chức bắt đầu với 24 dự án dưới sự quản lý của nó bao gồm Nền tảng trình biên dịch .NET ("Roslyn") và dòng dự án mã nguồn mở ASP.NET, cả hai đều có nguồn mở của Microsoft Open Technologies, Inc. (MS Open Tech). Xamarin cũng đã đóng góp sáu dự án của mình bao gồm các thư viện email mã nguồn mở MimeKit và MailKit. Tính đến tháng 5 năm 2020, tổ chức này là cơ quan quản lý của 556 dự án đang hoạt động, bao gồm: .NET, Entity Framework (EF), Managed Extensibility Framework (MEF), Umbraco, MSBuild, NuGet, Orchard CMS và WorldWide Telescope. Nhiều dự án trong số này cũng được liệt kê trong các phòng trưng bày dự án của Quỹ Outercurve.
Kể từ tháng 1 năm 2022, ban giám đốc của tổ chức này bao gồm Bill Wagner, Frank Arkhurst Odoom, Javier Lozano, Mattias Karlsson, Rich Lander, Rob Prouse và Shawn Wildermuth.